# Ivan Dylevský
Ivan Dylevský (20. července 1940 Pardubice – 20. února 2024 Praha) byl český anatom a vysokoškolský pedagog, bývalý děkan Fakulty biomedicínského inženýrství ČVUT a bývalý přednosta Anatomického ústavu 2. lékařské fakulty Univerzity Karlovy.

## Profesní životopis
Před studiem na fakultě všeobecného lékařství Univerzity Karlovy, kde v roce 1965 promoval, studoval na gymnáziu. Po rigorózní zkoušce z anatomie ve 2. ročníku zastával místo asistenta anatomického ústavu. Současně pracoval na chirurgii a ortopedii.
Po promoci byl přijat na místo aspiranta anatomického ústavu FVL UK (dnes 1. lékařská fakulta Univerzity Karlovy). V roce 1969 předložil kandidátskou disertační práci jejímž předmětem byl vývoj svalů ruky a předloktí. Obhajoba práce se uskutečnila až v roce 1972. Titul kandidáta lékařských věd mu byl udělen pro obor anatomie, histologie a embryologie. Habilitační práci na téma vývoje a významu vazivových struktur lidské ruky a nohy obhájil v roce 1975. A v témže roce obdržel cenu ministra zdravotnictví za příspěvek k etiologii a taktice chirurgické léčby Dupuytrenovy kontraktury.
Během dalších deseti let se věnoval problematice růstu lidské embryonální ruky a jejich stavebních komponent. Působil jako zástupce přednosty Anatomického ústavu FVL UK pro studijní obor pediatrie. V roce 1986, kdy obhájil doktorát věd, bylo zahájeno jmenovací řízení a v roce 1986 byl jmenován profesorem.
Působil jako zástupce přednosty Anatomického ústavu 1. lékařské fakulty Univerzity Karlovy, později jako přednosta Anatomického ústavu 2. lékařské fakulty Univerzity Karlovy, vedoucí katedry preklinických oborů Zdravotně sociální fakulty Jihočeské univerzity a vedoucí oddělení anatomie Fakulty tělesné výchovy a sportu Univerzity Karlovy. Působil jako děkan Fakulty biomedicínského inženýrství ČVUT v Praze a je profesorem katedry zdravotnických a bezpečnostních oborů. Byl také předsedou Akademického senátu této fakulty, předsedou její vědecké rady, místopředsedou oborové rady Biomedicínská a klinická technika a členem oborové rady Civilní nouzová připravenost.

### Odborná specializace
V oboru se specializoval na výuku anatomie dětského organismu a kineziologie člověka. V rámci postgraduálního studia tyto speciální obory také přednášel a sestavil první české učebnice nipioanatomie, analytické a syntetické kineziologie, které vydal na ČVUT. Dylevský se také zabýval spojením medicínských oborů anatomie a fyziologie s ergonomií, k čemuž přispíval výukou designérů na Fakultě architektury ČVUT.

## Protiprávní jednání Ivana Dylevského na FBMI, Soudní rozsudky
V průběhu svého působení na Fakultě biomedicínského inženýrství ČVUT však Ivan Dylevský jednal opakovaně protiprávně, když jeho obětem musel pomoci až soud. Žaloby byly podány jak ze strany zaměstnance (z důvodu šikany ze strany Ivana Dylevského) tak opakovaně i odborovou organizací. Fakulta s ohledem na jeho činnost zaměstnanci platila rovněž finanční odškodnění. Ivan Dylevský taktéž odmítal vydat informace o hospodaření fakulty, dokonce i přes žádost podle Zákona o svobodě ínformací. Tento soud dopadl pro fakultu také neúspěšně, a to jak u Krajského soudu v Praze, tak i u Nejvyššího správního soudu, kam se ještě mimořádným opravným prostředkem žalovaný dovolal, když už běžné odvolání nebylo možné. Fakulta s ohledem na jeho činnost rovněž musela zaplatit náklady soudního řízení odborové organizaci, která se v této věci na soud obrátila. Všechny rozsudky jménem republiky jsou již pravomocné. Rozsudky se Ivan Dylevský následně pokusil zatajit před Akademickým senátem ČVUT a obelhal ho o jejich obsahu . S vědomím Ivana Dylevského[zdroj⁠?!] fakulta neplatila zákonné zdravotní pojištění za zaměstnance u Všeobecné zdravotní pojišťovny (VZP). Dluh na zdravotním pojištění zaplatila až po stížnosti odborové organizace podané u VZP, kdy již ČVUT mohla být udělena pokuta ve výši 200tis. Kč, v případě dalšího nesplácení dluhu i opakovaně. Rovněž někteří další zaměstnanci se rozhodli v reakci na jednání Ivana Dylevského odejít z fakulty,[zdroj⁠?!] když např. velká skupina zaměstnanců (všichni z téhož oboru) podala společně výpověď. Akademický senát fakulty vyhlásil bezodkladně děkanské volby o řadu měsíců dříve před plánovaným termínem, čímž působení Ivana Dylevského skončilo.
Mezi částí zaměstnanců FBMI vzniklo podezření, že Ivan Dylevský vyplácí odměny z veřejných prostředků zejména svým známým a podporovatelům. Odborová organizace proto Ivana Dylevského dopisem požádala, aby v souladu se zákonem zveřejnil kritéria, podle nichž jsou odměny rozdělovány, a dále také mzdové prostředky vyplacené děkanovi a tajemníkovi fakulty. Protože Ivan Dylevský data nevydal, odborová organizace se obrátila na soud. Univerzitě vydání nařídil Krajský soud v Praze již v červnu 2021. Protože běžné odvolání již nebylo možné, žalovaný využil mimořádného opravného prostředku, tzv. kasační stížnosti k Nejvyššímu správnímu soudu. Ten rozhodl dne 27. října 2022 a stížnost žalovaného vyřídil jedinou větou: "zamítá se".

## Dílo
Publikační činnost zahrnuje dvě monografie v anglickém jazyce (vydané v Praze) věnované růstu a vývoji struktur lidské ruky a nohy a monografii z historie anatomie. Další monografické práce jsou věnovány vlivu zátěže na pohybový systém, chirurgii a rehabilitaci ruky a morfologii dětského věku. V odborných časopisech publikoval téměř 100 vědeckých sdělení, dále 70 titulů učebnic a 40 vědecko-populárních prací s různým zaměřením.

### Učebnice
- Somatológia, 1981, 1983,1984, 2003
- Biologie člověka : skripta pro posluchače fakulty všeobecného lékařství Univerzity Karlovy, 1989
- Anatomie a fyziologie člověka : učebnice pro zdravotnické školy, 1998
- Sportovní medicína, 1999
- Funkční anatomie člověka, 2000
- Obecná kineziologie, 2007
- Speciální kineziologie, 2009
- Funkční anatomie, 2009
- Základy funkční anatomie, 2011
- Anatomie dítěte 1. díl, 2014
- Anatomie dítěte 2. díl, 2016
- Biomedicínská ergonomie, Grada, Praha, 2022

### Příručky
- Fototerapie, metodická příručka pro lékaře, 2001
- Základy anatomie pro maséry, 2003
- Lymfa, 2009
- Dítě, sport a zdraví, 2011